# Leopardos (Colombia)
La Legión Organizada para la Restauración del Orden Social, o Leopardos fue un grupo intelectual y político que desarrolló su pensamiento alrededor de los años 1920 y 1930 en Colombia, oponiéndose a los partidos tradicionales. Compuesto principalmente por cinco jóvenes de clase media que se estaban adentrando a la política desde el Partido Conservador, el grupo de Los Leopardos terminó por representar la principal división dentro de los conservadores, en contra de los antiguos líderes del partido, división marcada entre los Civilistas que eran liderados por Laureano Gómez y los reaccionarios liderados por los Leopardos, pero que después le sucedieron Gilberto Alzate Avendaño, Fernando Londoño y Londoño y Gustavo Rojas Pinilla.
El grupo por tanto expresaba principalmente una inconformidad inter-generacional, por lo que llegó a tener posiciones divergentes que podían caer en varios espectros ideológicos, siendo muy socialistas para los conservadores, y muy nacionalistas para los liberales. Hay que tener en cuenta que la acepción nacionalista que se daban en la época (años 20) es diferente al concepto que se tiene hoy en día, afectado por las dictaduras europeas de los 30 y 40. Su nacionalismo no era explícitamente fascista, aunque las tesis del fascismo europeo tenían éxito en una numerosa rama del conservadurismo colombiano e incluso se documentaron conexiones directas con agentes y cuadros del nacionalsocialismo alemán en el país. No obstante, bebía también del nacionalismo de la Europa del siglo XIX. 
Fue conformado por Eliseo Arango, José Camacho Carreño, Joaquín Fidalgo Hermida, Augusto Ramírez Moreno y Silvio Villegas.

## Contexto social y político
Durante los años de 1920 Colombia estaba sufriendo grandes cambios tanto políticos como sociales, en el espectro político se estaba dando el surgimiento del socialismo en el país, con el crecimiento tanto de las obras públicas como a su vez de las principales ciudades. Bogotá, se comenzó a expandir y se dio un proceso de surgimiento de las clases medias y asalariadas. 
Dado este contexto existieron dos generaciones conservadoras enfrentadas, la de los "centenaristas" compuesta por los políticos que se habían consagrado el siglo pasado y la de los "nuevos" en la cual se encontraban principalmente las juventudes dentro de las nuevas ideologías que estaban surgiendo en ese momento. En un principio la mayoría de los nuevos se encontraba dentro del socialismo, y por eso surgen Los leopardos dentro del partido conservador, con un discurso que tenía una clara herencia republicana y católica.

## Retórica

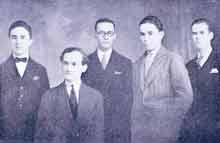
Los Leopardos en los años veinte, de izquierda a derecha: Silvio Villegas, Joaquín Fidalgo, Eliseo Arango, José Camacho Carreño, Augusto Ramírez Moreno. Fotografía de Juan N. Gómez.

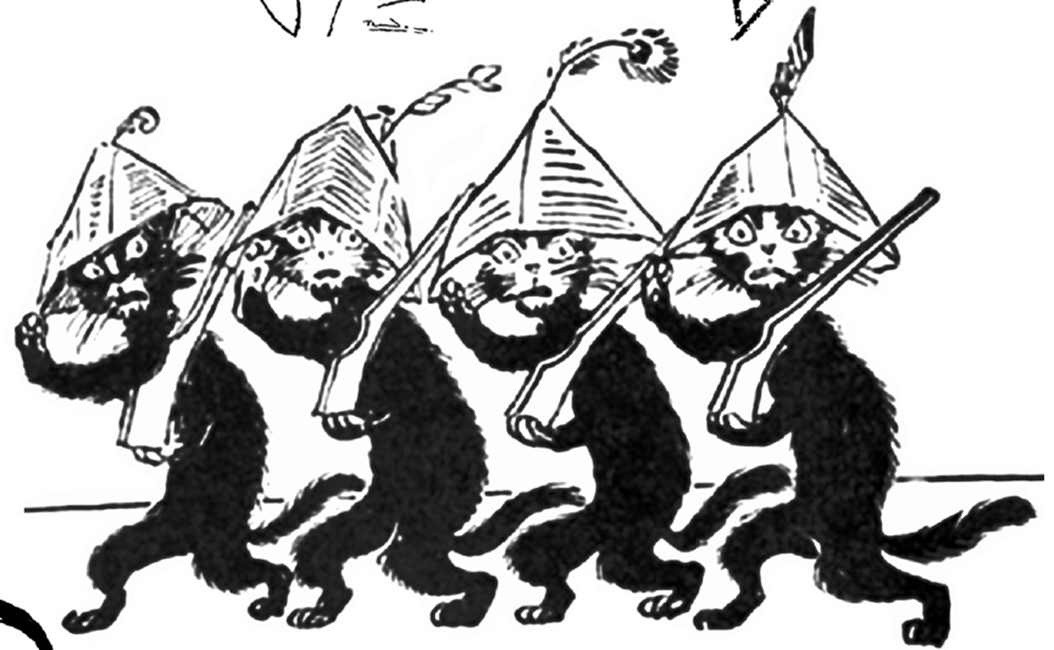
Caricatura de Ricardo Rendon

Para Los leopardos, su mensaje nacionalista democrático que era lo que los situaba en el contexto político, radicaba en el conflicto generacional, por ejemplo cuando Silvio Villegas se refería a su Manifiesto Nacionalista dice: “Lo importante del Manifiesto no estaba solamente en la doctrina sino en el gesto. Por primera vez en muchos años de historia patria, un grupo juvenil reclamaba su jerarquía intelectual y política, quebrantando la costumbre de que únicamente los primates, el coro de los ancianos, podría dirigirse con autoridad a su partido y a la nación.” El Manifiesto Nacionalista sería malinterpretado en los años venideros conforme la visión del nacionalismo cambiaría con la Segunda Guerra Mundial, acercándose hoy el nacionalismo Leopardo al Patriotismo Constitucional. 
Respecto al Partido Conservador, Villegas diría: "Necesitamos un partido  procesional que inunde los circos, los teatros, las calles y las plazas públicas, en incansable acción democrática. Nuestro mayor anhelo es un conservatismo ascético, limpio y estoíco,  que sea en la oposición o en el gobierno la reserva moral de la patria. ¿Cuál era el mensaje de "Los Leopardos"? Corre en sus manifiestos de 1930 y 1932. El conservatismo debe ser el intendente de las clases trabajadoras, verificando así la sentencia de que lo verdaderamente conservador es la democracia, porque lo  verdaderamente eterno es el pueblo. En consecuencia debe movilizar las  clases campesinas mediante una profunda reforma agraria y colocarse bajo el palio de las encíclicas pontificias. Reaccionan contra el criterio virreinal y centralista de nuestras  empresas económicas y administrativas. Son anti-colaboracionistas porque no quieren estar representados en el gobierno por Ministros que sólo  significan la traición remunerada. De ello se denota no un movimiento fascista, sino neoconservador, de rescatar las ideas con que nació el partido en el siglo XIX.
En el manifiesto nacionalista, que en realidad no era una innovación, señala que el nacionalismo criollo encuentra su explicación en dos factores que estaban desfigurando “la fisonomía nacional” a comienzos de los años veinte: las luchas regionalistas, motivadas por la repartición del presupuesto, y el capital extranjero, cada vez más decisivo para el desarrollo de la economía: “Bajo los signos propicios que rigen la hora histórica que vivimos se rescatan factores de infortunio que empiezan a disolver las ideas de nacionalidad y de patria. Los dineros de la indemnización americana […] redujeron la perspectiva de la patria a los contornos departamentales. Al par que las codicias comarcanas se vuelven contra la República disolviendo el espíritu patrio, el advenimiento de fuerzas económicas extrañas empieza a desfigurar nuestra fisonomía”.
Dentro del conflicto secular entre la autoridad y el orden no  se dejaron deslumbrar por la estrella totalitaria que se levantaba en Europa  de la ante-guerra. Es posible que Hitler, Franco y Mussolini los sedujeran por su fuerte imagen y sus duras estampas de caudillos de acero y que Charles Maurras y la "Acción  Francesa" les suministraran una motivación estética. Pero en el fondo los  nuevos adalides conservadores estaban enmarcados por la ideología democrática que conforma nuestra nacionalidad. Si su partido no se lanzó a la incitante aventura fascista, se debe en buena parte a la lealtad de sus miembros a  los principios del liberalismo filosófico del siglo XIX. Nunca se lanzó a la acción de las calles y las masas, sino se mantuvo en la academia y los debates dentro del Congreso, dentro de los límites de la democracia, muy diferente a los fascismos.

## Inicios

### Nombre

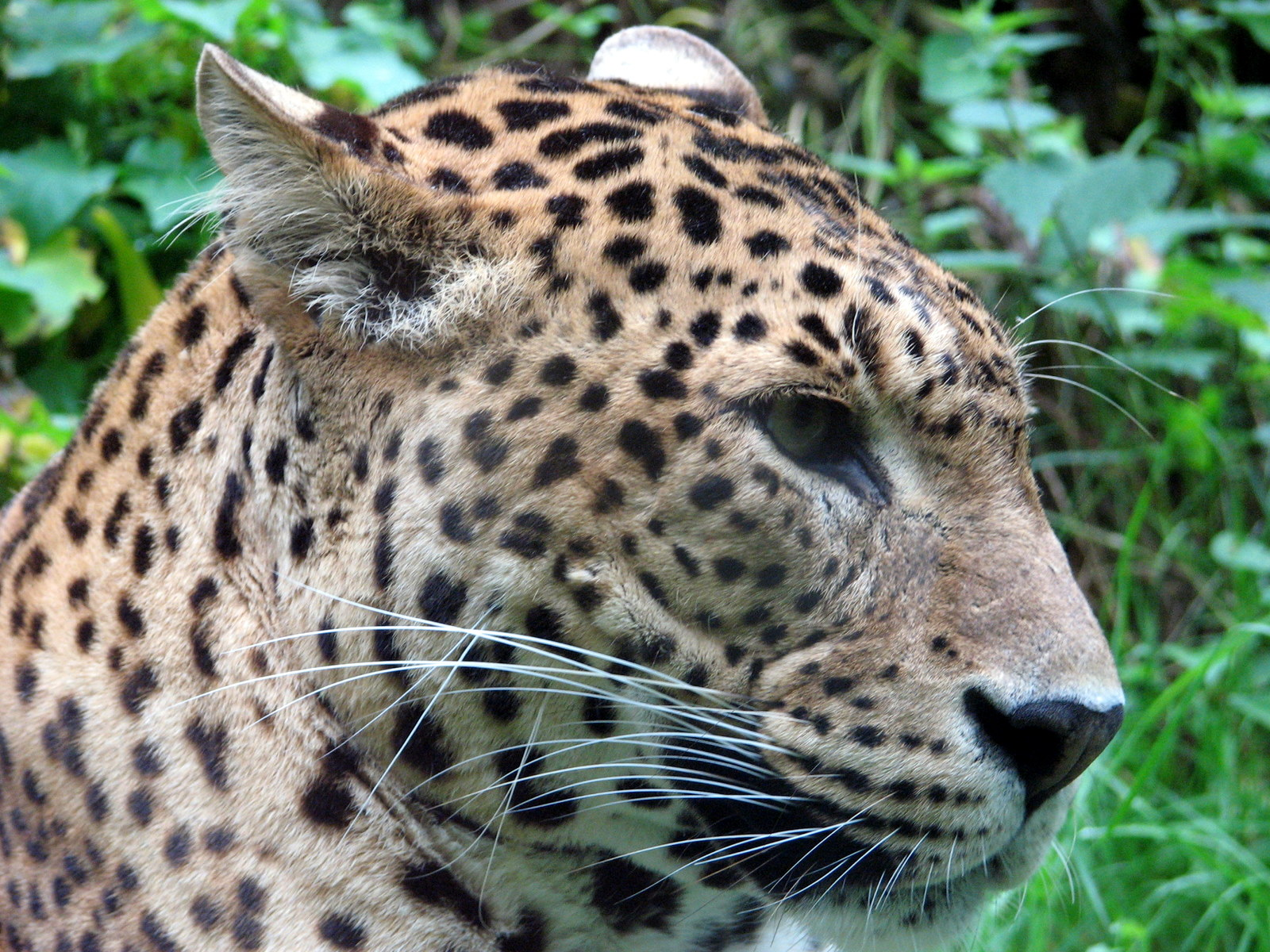
Leopardo, animal en el cual se basaba el nombre del grupo

Augusto Ramírez Moreno le otorgó el nombre al grupo: "Mis hijitos, ustedes se tienen que bautizar. Deben adoptar un nombre de guerra, algo que dé la sensación de agilidad, de fiereza, algo carnicero como los leopardos", aunque otras versiones aseguran que Germán Arciniegas fue el que le puso el nombre al grupo en referencia a un circo que tenía en exhibición a unos leopardos.
El nombre de «Leopardos» responde al acrónimo Legión Organizada Para la Restauración Del Orden Social.

### La prensa
Los leopardos, en especial Augusto Ramírez, Camacho Carreño, Eliseo Arango y Silvio Villegas, contribuyeron activamente en los periódicos, principalmente habría de destacarse que contribuyeron activamente en el periódico "El Nuevo Tiempo", como a su vez participaron en otros medios con una menor difusión como lo fueron "El debate" y "La Patria". También lograron exponer sus ideas en la revista republicana "Universidad" y en el periódico "Los Nuevos".

## Desarrollo intelectual
Los leopardos, como una importante escisión del Partido Conservador, representado a su vez un amplio legado que llegó a influir en otros miembros del partido tales como Gilberto Alzate Avendaño, con ideas principalmente hegelianas y corporativistas que se ven resumidas en la siguiente frase de Silvio Villegas: «Tesis: capitalismo, antítesis: socialismo, síntesis: corporativismo.»